# 王鲁明 (1915年)
王鲁明（1915年11月—2003年9月1日），原名王寿祺，广东东莞厚街大塘村人，中华人民共和国政治人物、外交官。
青年时代参加革命活动，于1936年10月，加入中国共产党。中华人民共和国建立初期，任中共东江地委副书记兼组织部长。1953年，调中共粤东行政区党委，历任城工部副部长、工业部长、区党委副书记。1956年初，任抚顺石油二厂党委书记。随后调任中国外交部机关党委书记。1958年冬至1966年5月，先后任驻罗马尼亚大使馆、阿尔巴尼亚大使馆政务参赞。1966年5月回国，任外交部政治部办公室主任。1972年3月，接替王栋，担任中华人民共和国驻瑞典大使。1974年4月，由秦力真接任。1980年6月，任国务院港澳办公室副主任、党组成员。1982年6月，当选中共十二大代表。1983年，任国务院港澳办公室顾问。1988年回东莞定居，享受老红军待遇和正部级医疗待遇。1997年和1999年，以中央观礼团成员身份，参加香港回归、澳门回归庆典活动。
2003年9月，王鲁明因病在北京逝世，享年88岁。在他病重期间及逝世后，胡锦涛、曾庆红、贺国强、廖晖等人以不同方式向王鲁明和家属表示慰问。